# Padang Sanggar
Padang Sanggar is een bestuurslaag in het regentschap Mandailing Natal van de provincie Noord-Sumatra, Indonesië. Padang Sanggar telt 247 inwoners (volkstelling 2010).